# Благодатовка (Нижегородская область)
Благодатовка — село в Вознесенском районе Нижегородской области, является административным центром Благодатовского сельсовета.

## Географическое положение
Село Благодатовка находится в 15 км от райцентра — рабочий посёлок Вознесенское

## История
- 1909 — дата основания. На территории, где сейчас расположена Благодатовка, стояли три дома, образовавшие стан, который носил название Истамбул Архивная копия от 21 февраля 2020 на Wayback Machine. Он обязан своим появлением выселению из села Криуши трех семей на дарственный надел П. П. Никифорова. В настоящее время Истамбула нет, но часть села и сейчас называется так. История Благодатовки связана с продажей земли помещиком Вольским. Землю купили крестьяне в основном таких сел, как Суморьево и Девлетяково. В архиве хранится купчая о том, что земля продана в рассрочку сроком на 50 лет. Она стала обживаться. Наивно думать, что крестьяне получили пахотную землю, нет, таковой тут не было. Помещик Вольский владел лесными угодьями. Крестьяне занимались раскорчёвкой леса. Основным занятием сельских поселенцев было сельское хозяйство. На своем сходе новое поселение они решили назвать Благодатовкой, подразумевая простор, обширные леса и луга и вообще мечтая о том, что в будущем настанет благодатная жизнь. Деревянную церковь построили в 1913 году.

На Первую мировую войну ушли шесть человек, двое из них вернулись назад. Один из пришедших с фронта — Михаил Андреевич Якуньков. Он был связан на фронте с большевиками, оказался преданным идеям революции и фактически посвятил ей всю свою жизнь. Впоследствии работал в местных советских органах.
Начальную школу открыли в 1920 году. Первая учительница -Анна Андреевна Якунькова, впоследствии награждённая орденом Ленина.
В годы коллективизации тут не обошлось без классовой борьбы. Случались диверсионные акты. Подозреваемых из семи хозяйств выселили из села, которые больше сюда не вернулись.
Колхоз в Благодатовке создан в декабре 1929 года. В него вступили 12 семей: Рыжовы, Царевы, Быковы. Василия Ивановича Рыжова избрали председателем, позднее длительное время колхозом руководил Михаил Корнеевич Рыжов. Название колхоза было говорящим: «Имени 6-го года смерти Ленина». Потом его укоротили, убрав неблагозвучие, и он стал именоваться просто: «Имени Ленина». За высокие урожаи льна-долгунца инвалид Первой мировой войны звеньевой А. П. Туваев избирается делегатом I съезда колхозников, привез из Москвы награду — патефон с пластинками, на которых были записаны речи И. В. Сталина и песни Руслановой и Ковалевой. Речи и песни слушали всем селом.
На войну из Благодатовки ушли не менее 100 человек — не вернулось — 78. Как и повсеместно, жители подписывались на разные займы, вязали варежки, носки, сушили картофель и все это сдавали государству бесплатно. Как могли, поддерживали своё колхозное хозяйство. В нём были четыре фермы.
Неполную среднюю школу открыли в 1939 году. Её директором был Иван Гермогенович Юнин, преподавал математику В. П. Мокринский.
В 1950 году в Благодатовский колхоз вошли другие маломощные колхозы округи. В это время колхоз построил водяную мельницу, но с появлением электричества в 1961 году она оказалась ненужной. В конце 60-х годов Благодатовка становится центральной усадьбой совхоза. Появляются Дом культуры, медпункт, контора совхоза, садик. Построили свыше 60 квартир. Однако отток молодежи из села так и наблюдался. Урожайность зерновых культур на полях была невысокой, совхоз оставался убыточным.
В 1963 году в состав села включена деревня Истамбул.
В 1990-е годы численность населения продолжала снижаться. Но колхоз здесь удалось сохранить, правда, его экономический потенциал невысокий. На ферме без малого 100 коров. Пашню вообще не обрабатывают, считая, что дешевле купить готовые корма на стороне, нежели выращивать свои. Основной вид получаемой продукции — молоко — реализуют на рынке в г. Выксе.